# Pont d'Arcole
De Pont d'Arcole ("Arcolebrug") is een brug over de rivier de Seine in de Franse hoofdstad Parijs. Deze brug is in 1854–1856 gebouwd.

## Locatie
De brug verbindt het Île de la Cité in het 4e arrondissement (Parijs) met het 1e arrondissement. De brug ligt vlak bij het metrostation Hôtel de Ville.

## Geschiedenis

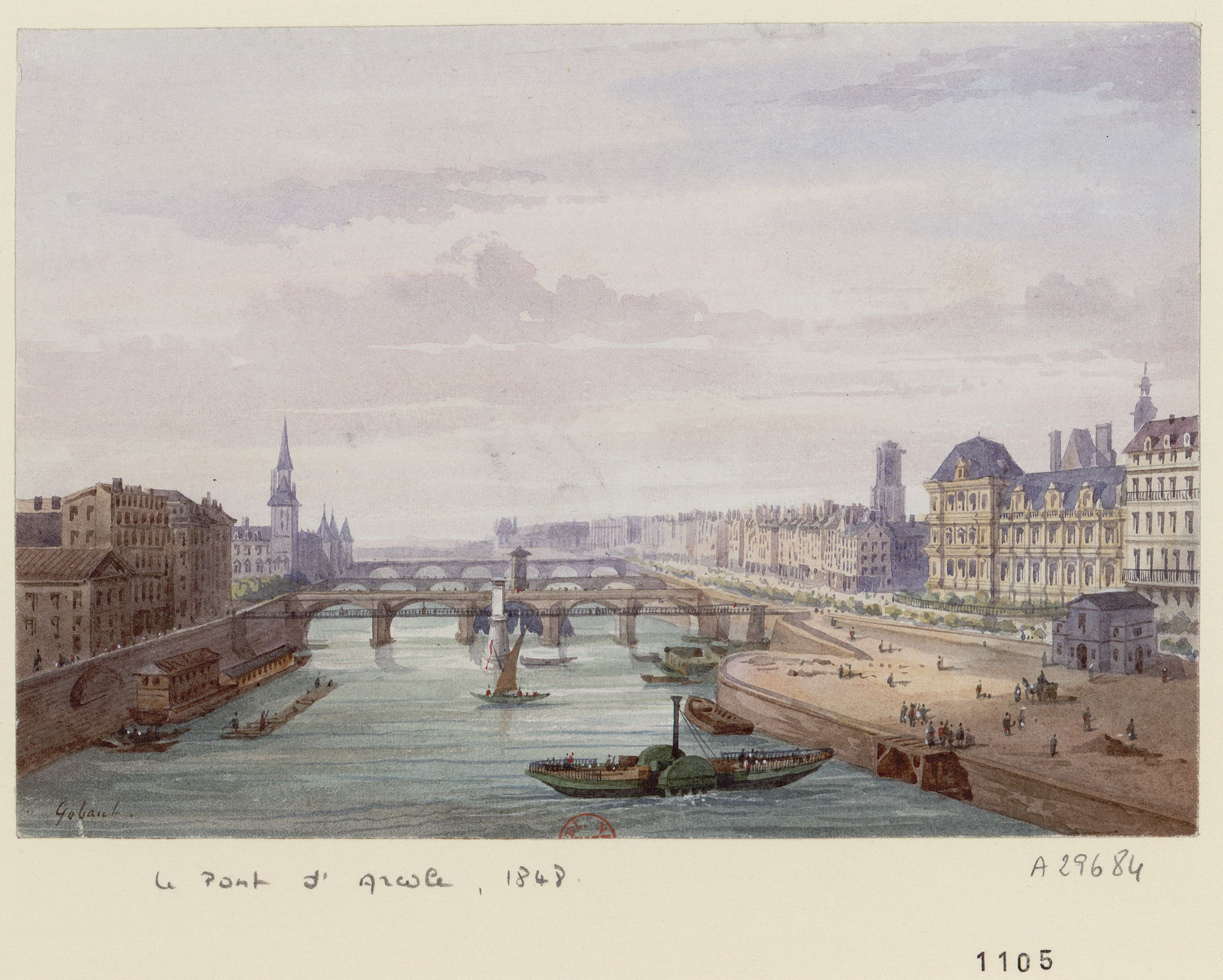
De hangbrug in 1848

Al sinds de 18e eeuw werd er geroepen om een brug op deze locatie, maar het duurde tot 1828 voor er een werd gebouwd: een 6 meter brede hangbrug voor voetgangers, door Marc Seguin ontworpen en gebouwd tussen de Place de Grève (vandaag de dag de Place de l'Hôtel-de-Ville) en het Île de la Cité. In 1854 werd deze vervangen door een solide metalen constructie, waardoor ook wagens eroverheen konden. Het ontwerp van deze Pont d'Arcole was baanbrekend: het was de eerste brug zonder steunpunt over de Seine die volledig van ijzer was gemaakt (en niet van gietijzer, zoals gebruikelijk). Op 16 februari 1888 zakte de Arcole plotseling twintig centimeter naar beneden en moest dus worden versterkt. Pas in 1994 besloot de gemeente Parijs tot een volledige renovatie van het brugdek. Tegelijkertijd werden de waterdichtheid en de verf nagekeken. De renovatie was voltooid in 1995.
De Pont d'Arcole heeft speciale historische waarde omdat de wagens van de 2e Pantserdivisie van Generaal Leclerc over deze brug de stad binnenreden tijdens de bevrijding van Parijs in augustus 1944.

## Naamgeving
De brug heette twee jaar Passerelle de Grève voordat hij werd omgedoopt - volgens het bekendste verhaal ter ere van de Slag bij de brug van Arcole bij de Adige. Hier versloeg Napoleon Bonaparte in 1796 de Oostenrijkers. Een andere theorie is dat een jonge republikein tijdens gevechten in de Julirevolutie net de Franse vlag had geplant toen hij werd neergeschoten. Zijn laatste woorden zouden zijn geweest: "Rappelez-vous que je m'appelle Arcole!" (Onthoud dat ik Arcole heet!)